# Otto Siegfried Harnisch
Otto Siegfried Harnisch  (* um 1568 in Reckershausen bei Göttingen; † August 1623 in Göttingen) war ein deutscher Kantor, Kapellmeister und Komponist.

## Leben
Harnisch besuchte eine Lateinschule vermutlich in Göttingen. Ab 1585 studierte er mit Unterbrechungen bis 1593 an der Universität Helmstedt. Hier gab er noch als Student 1587 ein weltliches, deutsches Liederbuch heraus. Er wirkte danach ab 1588 als Kantor am Domstift St. Blasius in Braunschweig. 1591 war er Musiker in der Kapelle des Grafen Simon VI zur Lippe in Rinteln. Vom 13. Juni 1593 bis Anfang 1594 war er Kantor an der Partikularschule in Helmstedt und von 1594 bis 1600 Kantor an der Großen Schule in Wolfenbüttel. Ab ungefähr 1597 leitete er den Gesang der Chorknaben an der Schlosskirche. Hier arbeitete er unter der Oberleitung von Hofkapellmeister Thomas Mancinus. Von dort wurde er als Kapellmeister an den Hof des Herzogs Philipp Sigismund von Braunschweig-Wolfenbüttel, dessen Hofkapelle in Schloss Iburg bei Osnabrück ihren Sitz hatte, berufen. 1603 warb ihn der Göttinger Stadtrat erfolgreich ab. Dort war er zum Kantor der St. Johanniskirche und zum sechsten Figuralkantor des universitätsähnlichen Göttinger Pädagogium ernannt.  1621 wechselte er als Kapellmeister nach Celle. Harnischs genaues Todesdatum ist nicht bekannt, die Beerdigung fand am 18. August 1623 statt. Er starb vermutlich wie der Rest seiner Familie an der Pest. Nach Robert Eitner starb er 1630 in Celle.

## Werke (Auswahl)
Er veröffentlichte einige musiktheoretische Schriften, trat aber neben seiner beruflichen Tätigkeit vorwiegend als Komponist in Erscheinung. Neben einigen umfangreicheren Kompositionen, darunter auch eine Johannes-Passion (Goslar, 1621) oder die “Resurectio Dominica. Die fröliche und Trostreiche History von der Aufferstehung. Aus den vier Evangelisten, zuvorn von M. Scandello kürtzlich verfasset, Jetzo aber auffs Neu” (Goslar, 1621). Zudem schuf er viele mehrstimmige deutsche Lieder, Madrigale und Tanzstücke. Es waren diese kleineren Werke, die seine große Beliebtheit begründeten, was auch darauf zurückzuführen sein könnte, dass er sich – als einer der ersten Komponisten seiner Zeit in Deutschland – in diesen Kompositionen stilistisch an populäre italienische Liedformen wie Canzonetten, nicht eigentlich Villanellen anlehnte. Seine motettenähnlichen Kompositionen, sind als Nachfolgewerke der Motetten eines Orlando di Lasso einzuordnen.
- 1587 Newe kurtzweilige Teutsche Liedtlein Zu dreyen Stimmen Welche gantz Lieblich zu singen vnd auff Instrumenten Zugebrauchen Auff ein sondere arth vnd Manier Gesetzt Durch: Otth Sigfriden Harnisch Musicum, Jacob Lucius 1587, OCLC 824225150
- 1587 Gratulatio harmonica quinque vocum : in honorem nuptiarum … Iacobi Schonebergii … et … Annae … Iohannis Fridemanni … Daneben ein Teutsche Vilanellen aus dem 26. Cap. des Buchs Syrach … Auch Inn 5. Stimmen … gesetzet.Durch Otth Sigfriden Harnisch. Cantorn der Schuln Im Stifft S. Blasii zu Braunschweig.HELMSTADII Excudebat Iacobus Lucius. Anno 1587, OCLC 707195778
- 1588 Newer Teudscher Liedlein zu dreyen Stimmen/ gantz lieblich zu singen vnd auff Jnstrumenten zugebrauchen/ auch auff ein sonder art vnd Manier gesetzt: Ander Theil / Ott Sigfrid Harnisch. - Helmstadt, Lucius, 1588, OCLC 313640716[4].(Digitalisat)
- 1591 Newe lustige Teutsche Liedlein mit dreyen Stimmen auff ein sondere art vnd Manier gesetzt, welche nicht allein lieblich zu singen, sondern auch auff Musicalischen Instrumenten zu gebrauchen : Zuvor in zweyen vnterschiedlichen Theilen außgangen, jtzo aber auffs new vom Authore selber vbersehen vnd gebessert, auch mit dem dritten theil vermehrt, vnd in ein Opus zusammen gebracht, Helmstadt, Brandt, 1591, OCLC 83829426
- 1592 Fasciculus nouus selectissimarum cantionum quinque, sex, et plurium vocum singulari industria compositarum. Helmstadii Ex officina typographia Iacobi Lucij., Anno 1592, OCLC 270954502[5]
- 1604 Hortulus Lieblicher, lustiger und höflicher Teutscher Lieder, mit vier, fünff und sechs, sampt einem neuen Echo mit acht Stimmen. Durch Otth-Sigfriden Harnisch, Fürstl. Braunschweig. Oßnabrüg. und Veerdischen bestallten Capellmeistern. Gedruckt zu Nürmberg durch Paulum Kauffmann. MDCIIII. OCLC 931638670[6] (Digitalisat)
- 1608 Artis musicae delineatio. Ottonis Sigfridi Harnish, paedagogii Gottingensis musici. Frankfurt, Wolfgang Richter, 1608. OCLC 54196081[7] (Digitalisat)
- 1617 Rosetum Mvsicvm, Etzlicher Teutscher vnd Lateinischer lieblicher arth Balletten, Villanellen Madrigalen, Saltarellen, Parodien, vnd anderer Cantionen, Mit III. IV. V. vnd VI Stimmen, Von newen componiret, vnd in ein Opusculum Zum Druck beysammen verfertiget. Durch Othonem-Sigfridum Harnisch. OCLC 894945695
- 1621 Passio Dominica Die History von dem bitter Leiden unnd Sterben unsere Heylandes und Seligmachers Jesu Christi, aus dem Evangelisten Sanct Johanne, nach dem alten Kirchen Choral, mit Personen abgetheilet und mit fünff Stimmen componieret. OCLC 30586004 und OCLC 931636784[8] (Digitalisat)
- 1621 Resurrectio Dominica Die fröliche und Trostreich History, von der Sieghafften und Triumphierenden Aufferstehung unsers HERRN und Heylandes JEsu Christi ..aus den vier Evangelisten mit lieblicher harmoney zu 1. 2. 3. 4. und 5. Stimmen.zuvorn etwa von M. Scandello kürtzlich verfasset  Gedruckt zu Goszlar bey Johann Vogt, In Verlegung des Auctoris. Anno M. DC. XXI. Durch Oth. Sigfrid. Harnisch, P. G. Musicum Goszlar Vogt Göttingen Niedersächsische Staats- und Universitätsbibliothek Goslar 1621 Durch Othonem-Sigfridum Harnisch, Fürst. Branschw. Oßnabrüg. und Verdischen domalig bestalten Capellmeistern, OCLC 931636834 und OCLC 30586068 (Digitalisat)
- 1621 Psalmodia Nova Simplex & Harmonica, Schlecht und Recht Newe Vierstimmige Compositio Etzlicher fürnehmer Psalmen und Lieder, welche sonderlich also gesetzt, daß die Coral Melodey derselbigen in der Kirchen von der Gemeine mit der Knaben Stimme oben, und auch mit der Mann Stimm in der Octava unten, ohne einige dissonatz und verletzung der Harmoney, wol mitgesungen werden mag, Goslar, 1621, OCLC 80717524[9] (Digitalisat)
- 1621  Threnodia christiana simplex et harmonica Schlecht und recht vierstimmige compositio etzlicher feiner Klag- und Traur-Lieder. Goslar, J. Vogt, 1621, OCLC 80714551
- 1624 Cantiones Gregorianae, Festo Scholastico Quo Juventus Theopolitana Ad Pietatis & Humanitatis officinam publico & solemni ritu, Maiorum instituto vere pio invitari & adduci confueuit, Destinatae. Goslarieae Vogtianus Göttingen Niedersächsische Staats- und Universitätsbibliothek Goslar 1624, OCLC 931636899[10] (Digitalisat)

## Notenausgaben
- Otto Siegfried Harnisch: Wenn ich nur dich habe. Text: Psalm 73 für 4stg. gemischten Chor. Carus 1109. 1962, 1992, 2006